# Николаенко, Андрей Владимирович
Андре́й Влади́мирович Никола́енко (род. 28 марта 1978 года, Москва) — российский экономист, советник ректора, директор Фонда целевого капитала НИУ ВШЭ (с 2023), советник президента Национального исследовательского центра «Курчатовский институт». Ранее занимал должности ректора МГТУ МАМИ (2008-2016), ректора Московского политехнического университета (2016—2017), директора НИЦ «Курчатовский институт» — ИТЭФ (2020—2022), доцент, доктор экономических наук (2024 г.).

## Биография
В 2000 году окончил Московский государственный технический университет «МАМИ» по специальности «Экономика и управление на предприятии (машиностроение)», в 2002 году Российскую академию государственной службы при Президенте Российской Федерации по специальности «Юриспруденция».
После окончания аспирантуры МГТУ «МАМИ» защитил диссертацию на соискание учёной степени кандидата экономических наук и впоследствии докторскую диссертацию, работая в должностях доцента кафедры «Маркетинг и менеджмент» МГТУ «МАМИ» и профессора кафедры «Менеджмент» Университета машиностроения.
В 2003 году — начальник управления социальных программ Московского государственного социального университета.
С 2003 года — начальник планово-финансового управления МГТУ «МАМИ».
С 2005 по 2006 годы — руководитель финансово-экономической службы университета.
С 2006 по 2008 годы занимал должность проректора по экономике и финансам МГТУ «МАМИ».
В 2008 году после согласования на заседании Аттестационной комиссии Минобрнауки России конференцией трудового коллектива на альтернативной основе А. В. Николаенко был избран на должность ректора МГТУ «МАМИ», при реорганизации вуза и присоединении к нему Московского государственного университета инженерной экологии в феврале 2012 года назначен ректором Университета машиностроения.
Занимается научно-педагогической деятельностью, автор ряда работ в области экономики и управления, а также исследований новых подходов в инженерном образовании.
А. В. Николаенко является заместителем руководителя Межведомственной рабочей группы Совета при Президенте Российской Федерации по науке и образованию «Подготовка квалифицированных специалистов для социально-экономического развития регионов», заместителем председателя Научно-технического совета по развитию автомобильной промышленности Министерства промышленности и торговли Российской Федерации, входит в состав Экспертного совета Государственной Думы по инновационному развитию автомобильной промышленности и спецтехники, рабочей группы по законодательному обеспечению профессионального образования при Государственной Думе, комиссии РСПП по машиностроению, комитета по развитию кооперации и локализации производства в автомобильной промышленности Союза машиностроителей России, а также редакционных советов ряда ведущих автомобильных изданий.
С сентября 2015 года является членом Общественной палаты Центрального федерального округа.
С  2008 года по 2017 год — ректор Московского политехнического университета.
2 декабря 2020 года назначен директором НИЦ «Курчатовский институт» — ИТЭФ.
Входит в состав Общественного совета при Следственном комитете Российской Федерации.
Ноябрь 2023 года назначен на должность советника ректора НИУ "Высшая школа экономики", директор Фонда целевого капитала НИУ ВШЭ.

## Реформа инженерного образования в МАМИ
А. В. Николаенко стал инициатором масштабной реформы инженерного образования в Университете машиностроения (МАМИ). В 2014 году в университете была введена система управления учебным процессом через образовательную программу: в рамках этой системы руководитель образовательной программы полностью отвечает за образовательное содержание учебного процесса, имеет широкий круг полномочий. Руководитель образовательной программы формирует учебный план, выбирает преподавателей и проектирует образовательную и научную деятельность. Руководитель образовательной программы имеет ряд функций декана в традиционном понимании, однако не выполняет административных функций. Новая система управления предполагает решение административных задач Дирекцией по работе со студентами.
Учебный год в Университете начинается с проведения педагогической конференции, на которой руководитель образовательной программы и преподаватели договариваются о согласованном преподавании разных дисциплин в понятной логике единой образовательной программы. Задача педагогической конференции — выстроить учебный процесс таким образом, чтобы дисциплины с самого начала обучения увязывались с той специальностью и теми компетенциями, которые будет получать студент.
В рамках проводимой А. В. Николаенко реформы инженерного образования учебный процесс выстраивается вокруг инженерного проекта на основе подхода CDIO.
Для всех студентов инженерных направлений подготовки (а с сентября 2015 г. — также для студентов гуманитарных образовательных программ) была введена обязательная дисциплина «Проектная деятельность». С первого курса студенты работают над индивидуальными или командными проектами. К началу 2016 года студенты МАМИ работали над более 100 проектами.
Ряд студенческих проектов в сфере IT завоевали награды крупнейших конкурсов, таких как Microsoft Imagine Cup, и получили гранты на дальнейшее развитие.

## Плагиат в диссертациях
По сведениям сообщества Диссернет, кандидатская диссертация Николаенко (от 2006 года, то есть за пределами срока давности по возможности лишения учёной степени) содержит масштабные некорректные заимствования из диссертации 2000 г. И. А. Сидоровниной, причём эти заимствования сочетались с т. н. «игошизацией текста», а именно «1995—1996 гг.» заменялись на «2003—2005 гг.», «Новосибирск» на «Москву» и т. д. При этом все численные данные оставались, как правило, теми же самыми — даже до третьего знака после запятой.
Докторская диссертация Николаенко, согласно заключению сообщества Диссернет, «содержит многочисленные заимствования из других диссертаций, защищённых несколькими годами ранее, а также из открытых источников, таких, как учебники и интервью». В 2017 году лишён учёной степени доктора экономических наук на основании заключения экспертного совета ВАК, рекомендации Президиума ВАК и личного заявления.